# Gnathothlibus eras
Espèce
Gnathothlibus eras est une espèce de papillons de la famille des Sphingidae, sous-famille des Macroglossinae, de la tribu des Macroglossini et du genre Gnathothlibus . 

## Répartition et habitat
Répartition
L’espèce se rencontre dans l'Est des îles Sunda (Java), Sulawesi, les Moluques, les Philippines, la Nouvelle-Guinée, les îles Salomon, en Micronésie et dans l'Est de l'Australie.

## Description

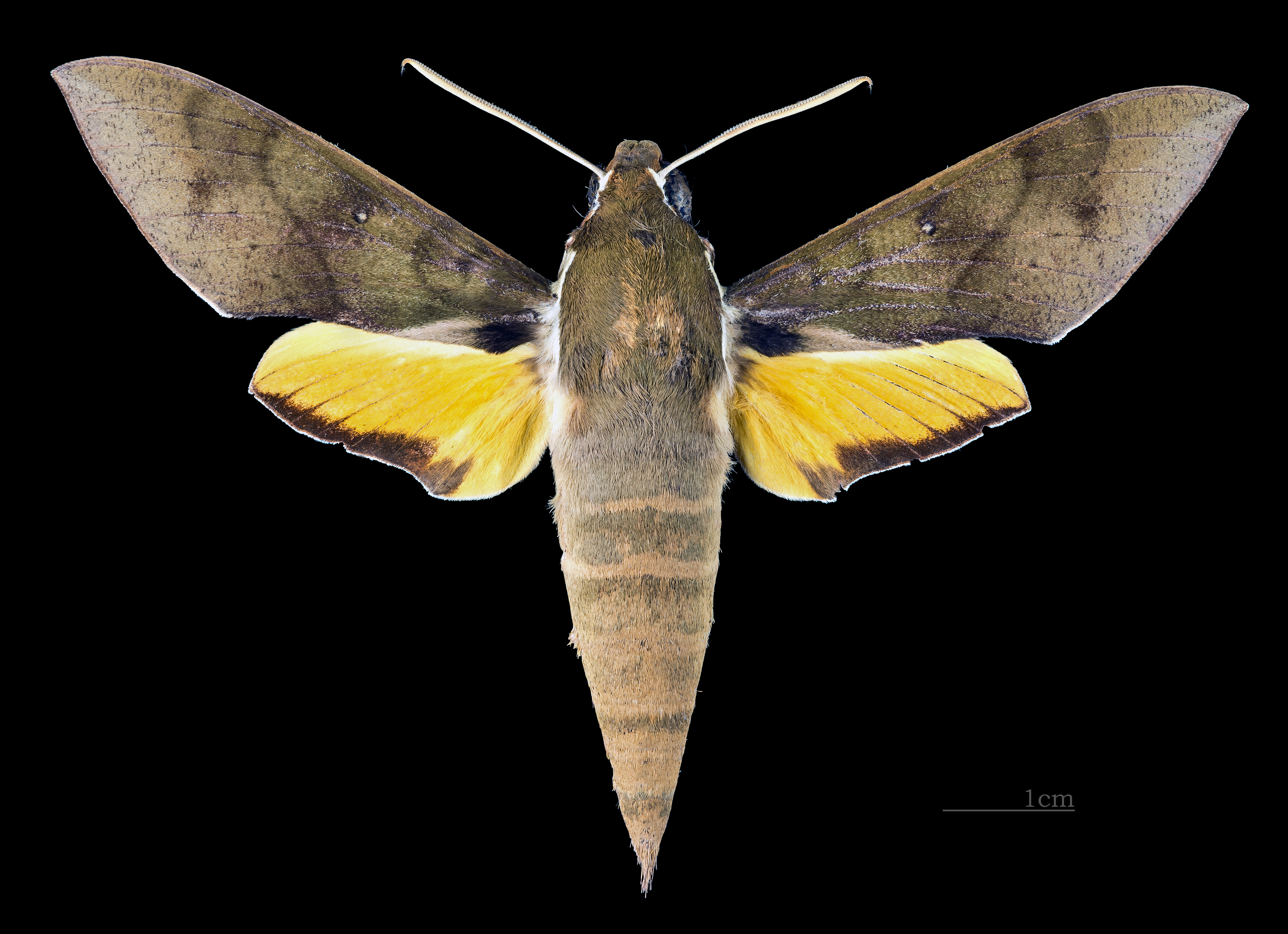
♂MHNT
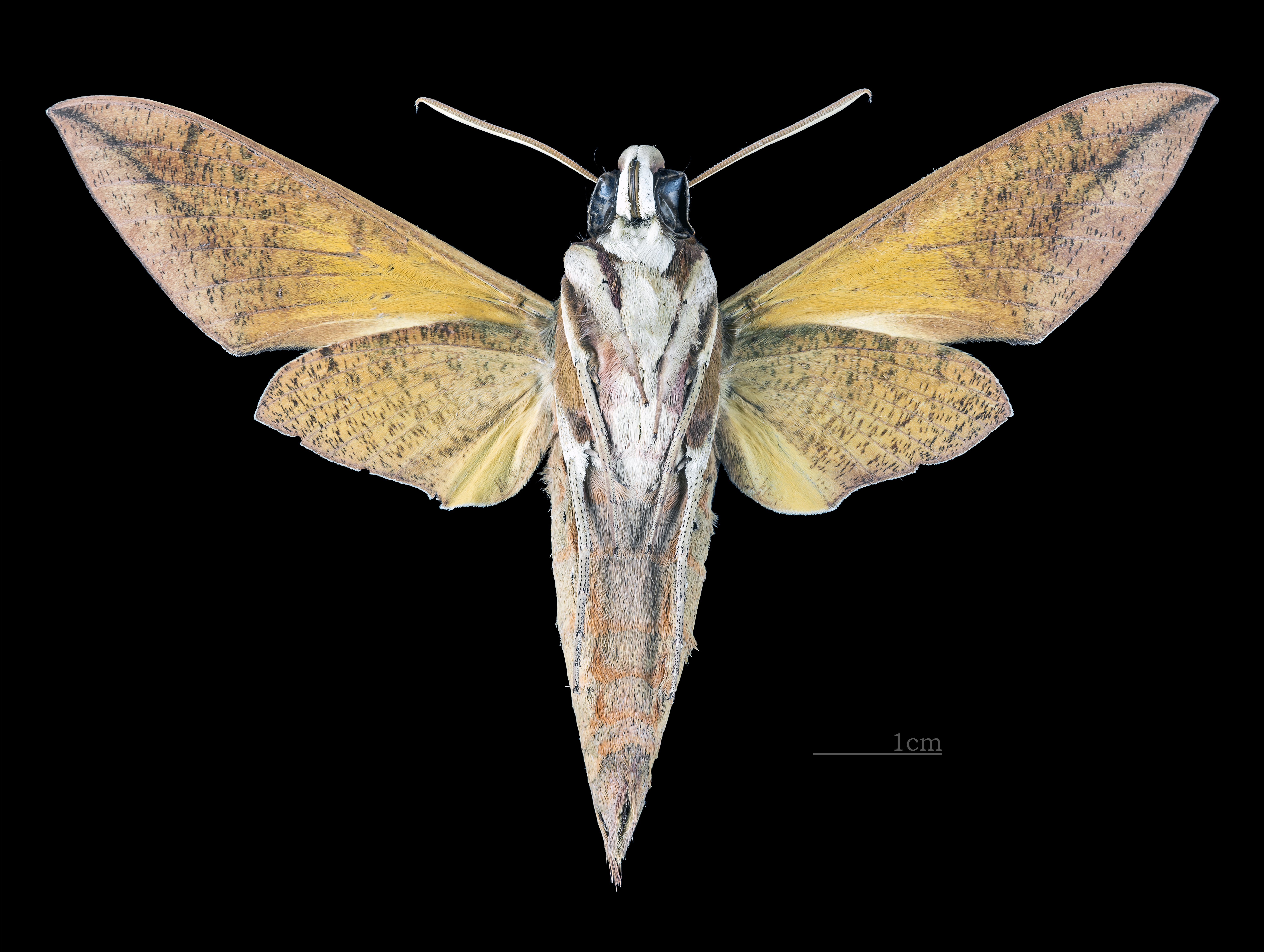
♂MHNT
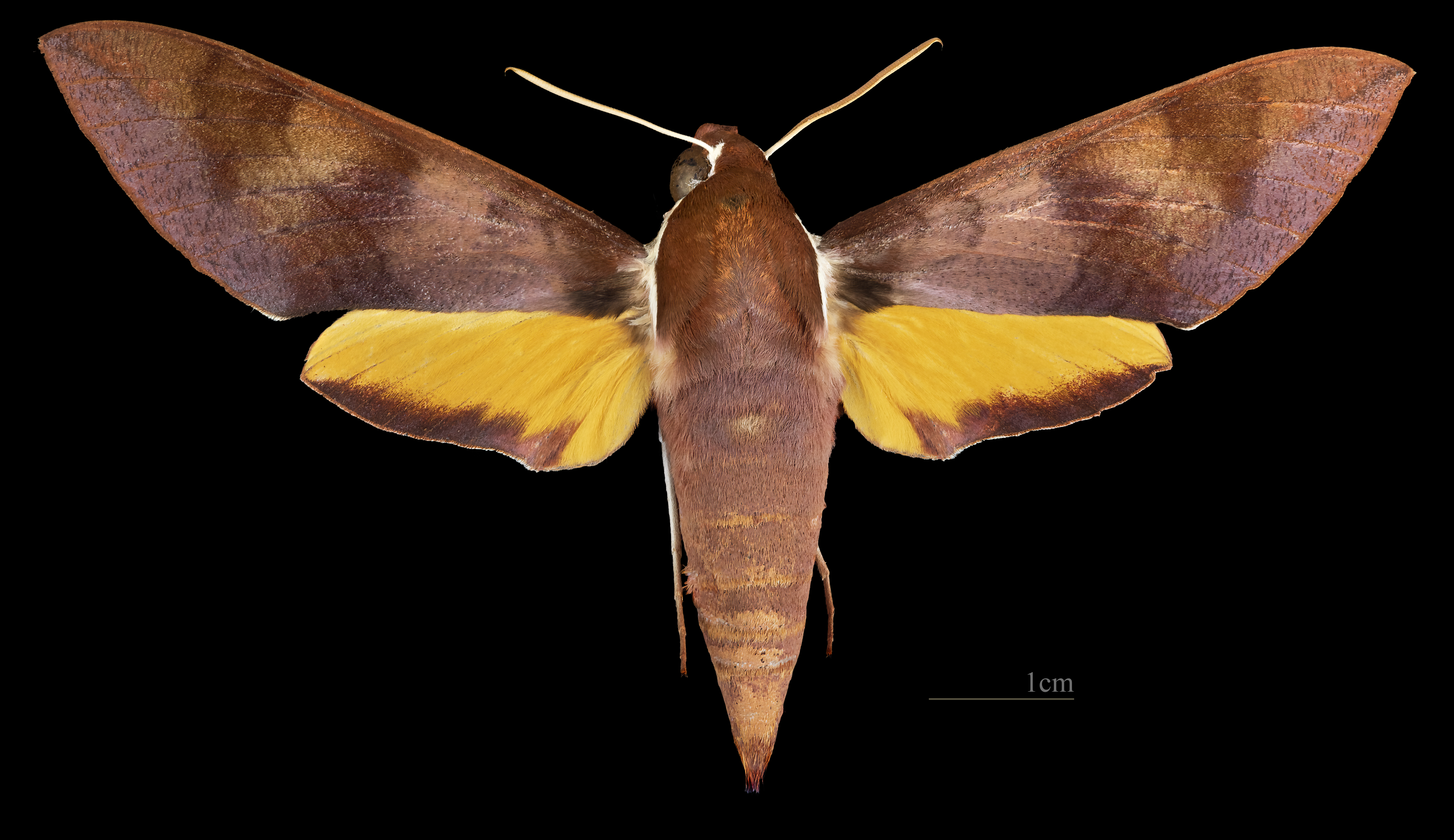
♀ MHNT
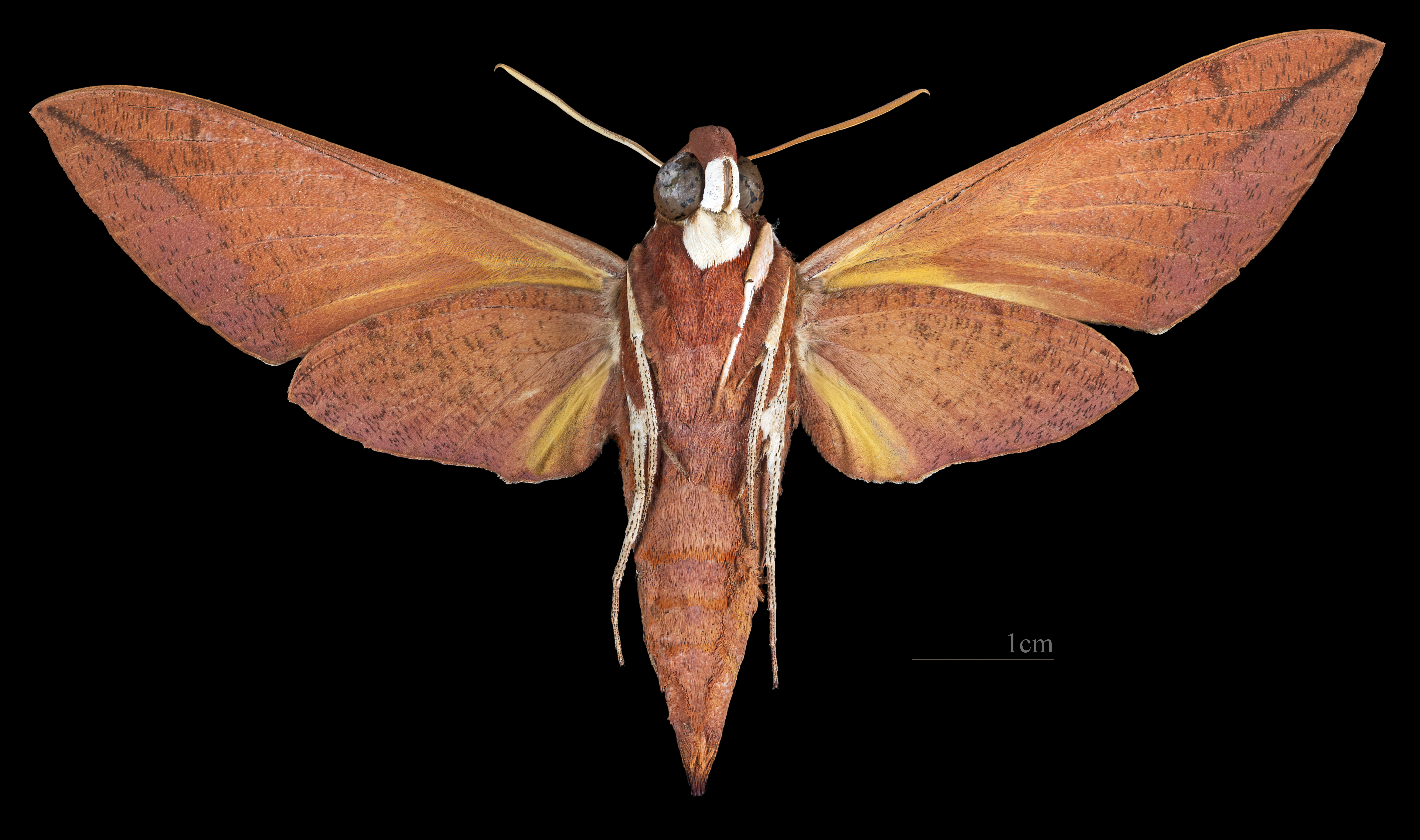
♀ △ MHNT

## Systématique
L'espèce Gnathothlibus eras a été décrite par l’entomologiste français Jean-Baptiste Alphonse Dechauffour de Boisduval, en 1832, sous le nom initial de Deilephila eras.

### Synonymie
- Deilephila eras Boisduval, 1832 Protonyme
- Chaerocampa sapor Koch, 1865
- Chromis erotus cramptoni Clark, 1922
- Gnathothlibus erotoides Wallengren, 1858